# Nodeulseom
Nodeulseom é uma pequena ilha artificial no rio Han em Seul, Coreia do Sul. A ilha desabitada fica à leste da ilha maior de Yeouido, entre os distritos de Yongsan-gu e Dongjak-gu. A ponte Hangang passa diretamente sobre a ilha. Em 2012, possuía 119,924 m².

## Devenvolvimento
Em 2005 foi decidida pela construção de instalações culturais na ilha. Em 2012, porém, o projeto foi adiado até que a cidade esteja financeiramente preparada e obtenha consenso dos cidadãos. Em agosto de 2013 foi lançado o Fórum da Ilha Nodeul, a fim de produzir um plano centrado na melhor utilização da ilha, que pode ser diferenciado dos planos existentes, visando abrir o espaço para os cidadãos. Discussões serão feitas através de programas de cidadania participativa.